# 京阪ザ・ストア
株式会社京阪ザ・ストア（けいはんザ・ストア、英: KEIHAN THE STORE Co.,Ltd.）は、大阪府を中心にスーパーマーケット、コンビニエンスストア、駅売店、駅構内店舗などを運営する企業。京阪グループの一員。

## 概要
運営店舗の1つであり、社名にもなっている「京阪ザ・ストア」は、もとは京阪電気鉄道（京阪）の直営店舗だった。当初「京阪スーパーマーケット」を名乗っていた。これは日本で初の「スーパーマーケット」という名称を使用したもので、日本でスーパーの呼び名はここに由来する。「京阪スーパーマーケット」は、その後、「京阪ホームデパート」、「京阪デパート」を経て、1985年に「京阪ザ・ストア」に改称している。これは、同年に京阪百貨店が開業したことにより「デパート」の呼称が紛らわしくなるために行われたものである。
2000年4月、京阪の子会社「株式会社京阪ザ・ストア」が新たに設立され、京阪の直営だったスーパーやコンビニエンスストアの運営受託店舗を少しずつ増加させたが、2003年4月に京阪から流通部門を譲受したことにより店舗を拡大した。現在は、ストア事業（スーパーマーケット）として、「FREST」（フレスト）、「DELISTA」（デリスタ）、「京阪ザ・ストア」を、コンビニ・駅売店事業として、「アンスリー」、「アンスリーSAM」（サム）、「プラグ・イン」、「セカンドポシェ」を、ステーションビジネス事業（エキナカ商業施設）として、「駅ナカ・ユニクロ」、「MINAMO」、「パナンテ京阪天満橋」、「京阪太子橋スクエア」、「エル西三荘ポケットスクエア」、「KYOUEN」、「三条のれん街」などを展開している。
なお、上記の「京阪デパート」は、1932年から1945年に存在した京阪デパートとは別のものである。

## 沿革
※社局名を冠していない駅は全て京阪の駅である（同社と他社局が乗り入れる駅を含む）。
- 1952年（昭和27年）4月 - 京橋駅構内に京阪電気鉄道直営の京阪スーパーマーケット京橋店を開店する[2]（のち閉店）。これは日本で初の「スーパーマーケット」という名称を使用した店でもある。
- 1961年（昭和41年）4月8日 - 牧野駅前に京阪スーパーマーケット牧野店を開店する[広報 6]。
- 1962年（昭和37年）4月1日 - 伏見桃山駅前に京阪スーパーマーケット桃山店を開店する（のち閉店）。
- 1964年（昭和39年）
  - 4月1日 - 守口駅（現・守口市駅）前の京阪守口ビル内に京阪スーパーマーケット守口店を開店する（のち閉店）。
  - 6月1日 - 宇治市の御蔵山団地内に京阪スーパーマーケット御蔵山店を開店する（のち閉店）。
- 1965年（昭和40年）4月1日 -「京阪スーパーマーケット」の店名を「京阪ホームデパート」に改称する。
- 1970年（昭和45年）
  - 3月15日 - 京阪ホームデパート京橋店を閉店する（京阪モール内へ移転のため）。
  - 4月15日 - 「京阪ホームデパート」の店名を「京阪デパート」に改称する。
  - 4月 - 京橋駅高架下の京阪モール内に京橋店を開店する[2]（のち閉店）。
- 1971年（昭和46年）9月1日 - 樟葉駅高架下に京阪デパートくずは店を開店する。
- 1974年（昭和49年）
  - 2月16日 - 郡津駅前に京阪デパート郡津店を開店する。
  - 4月7日 - 枚方市の藤阪ハイツ内に京阪デパート藤阪店を開店する。
- 1975年（昭和50年）
  - 9月16日 - 京阪デパート御蔵山店を閉店する。
  - 11月28日 - びわこローズタウン内に京阪デパート向陽店を開店する（2004年8月31日閉店）。
- 1979年（昭和54年）10月6日 - 西三荘駅高架下のエル西三荘内に京阪デパートエル西三荘店を開店する（のち閉店）。
- 1984年（昭和59年）3月2日 - 国鉄（現・JR）ほか京都駅前の京都アバンティ内に京阪デパート京都駅前店を開店する（のち閉店）。
- 1985年（昭和60年）4月 -「店名を「京阪ザ・ストア」に改称する[2]。
- 1986年（昭和61年）4月6日 - びわこローズタウン内に京阪ザ・ストアみどり店を開店する（2004年8月31日閉店）。
- 1989年（平成元年）10月22日 - びわこローズタウン内のJR湖西線小野駅前に京阪ザ・ストア小野店を開店する（2004年8月31日閉店）。
- 1992年（平成4年）5月12日 - 京阪東ローズタウン内のJR学研都市線松井山手駅前に京阪ザ・ストア山手店を開店する（のち閉店）。
- 1994年（平成6年）10月1日 - 枚方市駅高架下の京阪枚方ステーションモール内に京阪ザ・ストア枚方店を開店する。
- 1997年（平成9年）
  - 4月21日 - 樟葉駅前にアンスリーくずは店（1号店）を開店する。
  - 11月26日 - 京阪ザ・ストア牧野店を全面改装する[広報 7]。
- 1999年（平成11年）
  - 3月31日 - 京阪ザ・ストア桃山店を閉店。跡地はタイトーへ賃貸し、同社が運営するアミューズメント施設が開業する。
  - 5月23日 - 京阪ザ・ストア山手店を閉店。フレスト松井山手店への業態転換に伴う。
  - 5月28日 - 京阪東ローズタウン内のJR学研都市線松井山手駅前にフレスト松井山手店を開店する。
  - 8月31日 - 京阪デパート京都駅前店を閉店する。
- 2000年（平成12年）
  - 4月3日 - 株式会社京阪ザ・ストアを設立する。
  - 4月11日 - 京阪電気鉄道からフレスト松井山手店の運営を受託する。
  - 11月22日 - 香里園駅前にフレスト香里園店を開店する（京阪電気鉄道から運営を受託）。
- 2002年（平成14年）
  - 4月 - 京阪ザ・ストア - モール京橋店を閉店する（京阪モール改装のため）。
  - 5月1日 - 京阪電気鉄道より京阪ザ・ストア、アンスリー（京阪直営店のみ）の運営を受託する。
  - 9月30日 - 京阪ザ・ストア郡津店を閉店する。
- 2003年（平成15年）
  - 3月26日 - 寝屋川市駅高架下にフレスト寝屋川店を開店する。
  - 4月1日 - 京阪電気鉄道の流通部門を事業譲受する。
  - 7月14日 - 京津三条駅跡地にKYOUENを開業する。
  - 12月20日 - 京阪の駅構内売店「セカンドボッシュ」を開業する。
- 2004年（平成16年）
  - 8月31日 - 事業を京阪電気鉄道に移管。京阪ザ・ストアみどり店を閉店（跡地にはフレスコが2004年8月に開店）。京阪ザ・ストア向陽店を閉店（跡地にはフレスコが2004年12月に開店）。
  - 11月 - 天満橋駅の京阪シティモール内にDELISTA天満橋を開店する。
- 2005年（平成17年）
  - 4月1日 - アンスリー共同本部準備室を設置する。
  - 10月31日 - コクミンとの業務提携により守口市駅構内（改札外）にプラグ・イン守口店を開店する。
- 2006年（平成18年）3月17日 - ユニクロとの業務提携により守口市駅構内にユニクロを開店する。
- 2007年（平成19年）
  - 3月15日 - アンスリーSAM牧野店を開店する。
  - 4月27日 - ユニクロ地下鉄天王寺店を開店する。
  - 9月26日 - 大和田駅高架下にフレスト大和田店を開店する。
  - 12月6日 - 大阪市営地下鉄谷町線駒川中野駅近辺にフレスト駒川店を開店する。
- 2009年（平成20年
  - 3月28日 - 京橋駅構内に「SWEETS - BOX」を開店する[広報 8]。
  - 3月19日 - 京阪ザ・ストア淀屋橋店を閉店する。
  - 3月21日 - パナンテ京阪天満橋がリニューアルオープンする。
  - 3月28日 - 京阪ザ・ストア藤阪店を閉店（跡地にはフレスコが2009年3月19日に開店）。
  - 10月19日 - 渡辺橋駅大江橋駅にMINAMOを開店する。
- 2009年（平成21年）
  - 10月31日 - 京阪三条のれん街がリニューアルオープンする。
  - 11月16日 - ユニクロ南海なんば駅店・SWEET - BOX南海難波駅店を開店する。
- 2010年（平成22年）10月22日 - フレスト大和田店を閉店する。
- 2011年（平成23年）5月4日 - SWEETS - BOX - JR大阪駅ルクア店を開店する。
- 2012年（平成24年）
  - 7月1日 - オール日本スーパーマーケット協会（AJS）に新規入会し、プライベートブランド（PB）「生活良好」の取り扱いを順次開始する[広報 9]。
  - 10月23日 - SWEETS BOX シャポー市川店を開店。JR市川駅直結の商業施設「Shapo市川」内で関東に初進出。
  - 11月1日 - SWEETS BOX 新秋津店を開店する。「Beans Annex 新秋津」内で、東京都への初出店[広報 10]。
- 2013年（平成25年）
  - 1月31日 - 京阪ザ・ストア牧野店を閉店する[広報 11]。
  - 6月30日 - フレスト駒川店を閉店する[広報 12]。
- 2018年（平成30年）12月15日 -「ひらかた もより市」を開店する。
- 2019年（令和元年）12月11日 - プラグ・イン守口店を閉店する。
- 2020年（令和2年）3月18日 - SWEETS BOX 小田急大和店を開店する。
- 2021年（令和3年）11月1日 -「もより市 天満橋駅」を開店する。

## 店舗一覧
- 京阪ザ・ストア
「京阪スーパーマーケット」の歴史を受け継ぐスーパーマーケット、専門店街
  - 枚方店（専門店街のみ）
  - くずは店（専門店街のみ）
- フレスト（FREST）
アップグレードで高感度なスーパーマーケット、スーパーマーケットと専門店の複合店舗「スーパー・スーパーマーケット（SSM）」
  - 松井山手店（SSM）
  - 香里園店（SSM）
  - 寝屋川店（SSM）
  - プチくずは店（閉店、跡地はもより市）
  - 天満橋店（SSM）
- KYOUEN
正式名称は「京阪三条 rest complex KYOUEN」。京津三条駅廃止後、その跡地に設置されたテナント。日本庭園を中心に据えていた。2016年5月に閉館。跡地は再開発が予定されており、2020年現在は駐車場になっている。
- DELISTA（デリスタ）
天満橋駅・京阪シティモール内の1店のみだった。2015年に天満橋店がフレストへ転換したことにより消滅。
- アンスリー
かつて阪神電気鉄道（アズナスを経て、現在はローソンに転換）、南海電気鉄道（現在はセブン-イレブンに転換）とともに共通名称で運営していたコンビニエンスストア（ただし、運営母体は異なっていた）。京阪の運営店については、2022年より順次下記のもより市に業態転換。2024年3月28日に全店閉店。
なお、京阪グループでは他の関西の鉄道事業者とは異なり、駅売店の大手コンビニチェーンのフランチャイズ店舗への転換は行っていない。
- もより市
上記のアンスリーから業態転換した、駅構内にある小型食品スーパーマーケット。
- プラグ・イン
ドラッグストア大手のコクミンとの提携によるコンビニエンスストアとドラッグストアの複合店舗「コンビニ・ドラッグ」。2019年12月20日閉店。
  - 守口店
- SWEETS BOX
日本全国の有名店が週替わりで出店するスイーツ専門店。
  - 淀屋橋店
  - パナンテ京阪天満橋店
  - 京橋店
  - 守口店
  - 南海なんば駅店
  - 丹波橋店
  - JR京都駅店
  - ルクア大阪店
  - ekimoなんば店
  - 京阪くずは店
  - 地下鉄新大阪店
  - 祇園四条店
  - ひらかたもより市スイーツ
  - シャポー市川店（千葉県市川市・市川駅前）
  - 新秋津店（東京都東村山市・新秋津駅前）
  - 西武新宿ペペ店
  - ビーンズ武蔵浦和店（さいたま市・武蔵浦和駅構内）
  - エミオ池袋店
  - エチカ池袋店
  - シャポー船橋店
  - エキア成増店
  - エミオ武蔵境店
  - 小田急マルシェ新百合ヶ丘店
  - 相鉄ライフ三ツ境店（横浜市・三ツ境駅構内）
  - シャポー本八幡店
  - 小田急登戸店
  - 小田急大和店
- その他
  - ユニクロ京阪守口店
  - ユニクロなんばウォーク店
  - ユニクロekimo梅田店
  - ユニクロ京都駅八条口店
  - ユニクロ阪急大阪梅田駅店

#### 広報資料・プレスリリースなど一次資料
1. ↑  「京阪70年のあゆみ」 - 京阪電気鉄道（1980年刊）
2. ↑  「過去が咲いている 今」 - 京阪電気鉄道（1990年刊）
3. ↑  「街をつなぐ 心をむすぶ」 - 京阪電気鉄道（2000年刊）
4. ↑  会社概要・沿革 - 京阪ザ・ストア（2012年4月19日閲覧） ※2000年以降のみ。ただし閉店履歴は当該リンク先に記述なし。
5. ↑  トピックス - 京阪ザ・ストア（2023年2月10日閲覧） ※2016年以降のみ。
6. ↑  出典：京阪開業90周年記念誌『街をつなぐ 心をむすぶ』212頁「各店舗・施設一覧表」
7. ↑  出典：京阪電気鉄道開業90年記念誌「街をつなぐ　心をむすぶ」の174頁より
8. ↑  出典・京阪電気鉄道月刊沿線情報誌「K・PRESS」2008年3月号14面「KBOX」より
9. ↑  新規加入会員企業のご紹介（AJS・2012年6月25日）
10. ↑  出典・京阪電気鉄道「第91期中間期　株主通信」7頁『京阪トピックス』
11. ↑  ニュースリリース - 京阪ザ・ストアウェブサイト
12. ↑  2014年3月期第2四半期決算説明会資料 - 京阪電気鉄道ウェブサイト